# Li Keqiang
Li Keqiang (en chino, 李克強; pinyin, Lǐ Kèqiáng, AFI: [lì kʰɤ̂tɕʰjɑ̌ŋ]; Dingyuan, Anhui; 1 de julio de 1955 - Shanghái, 27 de octubre de 2023) fue un político chino, que ejerció como primer ministro de China desde el 15 de marzo de 2013 hasta el 11 de marzo de 2023.
Fue secretario del Partido Comunista de China (PCCh) en el Consejo de Estado de China. Además, en su momento, fue el segundo miembro más importante del Comité Permanente del Buró Político y el responsable de facto de la toma de decisiones de mayor rango del país.

## Trayectoria
Li fue dirigente de la Liga de la Juventud Comunista de China. Se graduó en Derecho de la Universidad de Pekín en 1982. Desde 1998 hasta 2004 ejerció el cargo de gobernador de la provincia de Henan, y entre 2004 y 2008 fue secretario general del PCCh en la provincia de Liaoning. Entre 2008 y 2013, ejerció el cargo de principal vice primer ministro. Durante ese período, como mano derecha del primer ministro Wen Jiabao, los temas de su competencia incluían el desarrollo económico, control de precios, finanzas, cambio climático, y gestión macroeconómica. Li es considerado como uno de los integrantes de la «quinta generación» de dirigentes comunistas chinos.
El 18 de marzo de 2018, Li fue reelegido primer ministro de China después de recibir 2964 votos a favor y solo dos en contra por parte de la Asamblea Popular Nacional. Desde enero de 2020, ha estado a cargo de la respuesta del gobierno chino a la pandemia de COVID-19. El 27 de enero visitó Wuhan, el epicentro original de la pandemia, para dirigir el trabajo de prevención de brotes.
El 11 de marzo de 2022, Li confirmó que dejaría el cargo de primer ministro de China al término de su segundo mandato en marzo de 2023. Sin embargo, hubo especulaciones de que podría continuar sirviendo como miembro del Comité Permanente del Politburó del PCCh y presidente del Comité Permanente de la Asamblea Popular Nacional. En agosto, pronunció un discurso en Shenzhen elogiando a Deng Xiaoping y la liberalización económica, que más tarde fue censurado por el gobierno chino.
Durante el 20.º Congreso Nacional del Partido Comunista Chino en octubre de 2022, Li no fue incluido en el Comité Central del Partido Comunista Chino, lo que podría indicar su retirada definitiva de la política.

## Fallecimiento
Falleció en la mañana del 27 de octubre del 2023, producto de un fulminante infarto de miocardio, mientras visitaba a unos familiares en Shanghái para unas fiestas.